# Гута-Партацька
Гута-Партацька (пол. Huta Partacka) — село в Польщі, у гміні Пуща-Марянська Жирардовського повіту Мазовецького воєводства.
Населення — 73 особи (2011).
У 1975-1998 роках село належало до Скерневицького воєводства.

## Демографія
Демографічна структура станом на 31 березня 2011 року:
|          | Загалом | Допрацездатний вік | Працездатний вік | Постпрацездатний вік |
| -------- | ------- | ------------------ | ---------------- | -------------------- |
| Чоловіки | 36      | 7                  | 24               | 5                    |
| Жінки    | 37      | 8                  | 18               | 11                   |
| Разом    | 73      | 15                 | 42               | 16                   |